# 1970 no teatro

## Nascimentos
| Data           | Nome               | Profissão                  | Nacionalidade | Observações | Ref |
| -------------- | ------------------ | -------------------------- | ------------- | ----------- | --- |
| 7 de março     | Rachel Weisz       | atriz                      | Reino Unido   |             |     |
| 10 de abril    | José Paulo Lanyi   | dramaturgo                 | Brasil        |             |     |
| 25 de abril    | Otávio Martins     | ator, diretor e dramaturgo | Brasil        |             |     |
| 29 de agosto   | Alessandra Negrini | atriz                      | Brasil        |             |     |
| 29 de novembro | Bruno Garcia       | ator                       | Brasil        |             |     |
| 20 de dezembro | Nicole DeBoer      | atriz                      | Canadá        |             |     |

## Mortes
| Data        | Nome             | Profissão                                                  | Nacionalidade | Observações | Ref |
| ----------- | ---------------- | ---------------------------------------------------------- | ------------- | ----------- | --- |
| 15 de Junho | Almada Negreiros | pintor, escritor, poeta, ensaísta, dramaturgo e romancista | Portugal      | n. 1893     |     |
| 4 de agosto | Oscarito         | comediante                                                 | Brasil        | n. 1906     |     |